# إدوارد أوير
إدوارد أوير (بالإنجليزية: Edward Auer)‏ هو عازف بيانو وملحن أمريكي، ولد في 7 ديسمبر 1941 في نيويورك في الولايات المتحدة.

## وصلات خارجية
- الموقع الرسمي
- إدوارد أوير على موقع ميوزك برينز (الإنجليزية)
- إدوارد أوير على موقع ديسكوغز (الإنجليزية)